# 默伦区
默伦区（法語：Arrondissement de Melun）是法国法兰西岛大区塞纳-马恩省所辖的一个区。总面积1029平方公里，总人口279465，人口密度272人/平方公里（2017年）。主要城镇为默伦。

## 辖区
默伦区辖有59个市镇。